# 14,000 Things to Be Happy About
14,000 Things to Be Happy About là một cuốn sách của Barbara Ann Kipfer. Cuốn sách được vẽ hình minh họa bởi Pierre Le-Tan. Sách được xuất bản vào năm 1990 bởi Workman Publishing. Cuốn sách là một danh sách khoảng 14.000 mục ngẫu nhiên và đôi khi là trừu tượng, dường như được tác giả biên soạn trong suốt 20 năm. Hơn một triệu bản đã được bán ra. Cuốn sách được xếp hạng thứ 11 trong danh sách sách bán chạy nhất năm 1990. Một phiên bản được hiệu chỉnh với 1.500 mục mới được xuất bản vào năm 2007. Phiên bản kỷ niệm 25 năm, với 4.000 mục mới được xuất bản vào năm 2014.